# قندي مزابي
قندي مزابي (الاسم العلمي:Massoutiera mzabi) هو نوع من الحيوانات يتبع جنس قندي ماسوتير من فصيلة القندية. ويُسمى أيضًا بقندي الصحراء.